# 庄子知美
庄子 知美（しょうじ ともみ、1982年1月25日 - ）は、日本のタレント。浅井企画所属。
東京都出身。東京都立府中西高等学校→明星大学卒業。弟が1人いる。

## 人物
- テレビ番組『あいのり』に出演し「ガチャピン」の愛称で知られる。その『あいのり』でカップルとなった「DAI」氏と2010年4月に入籍[2][3]。2011年7月23日に第一子（女児）を出産している[4]。
- 安めぐみとは高校時代の同級生。
- 手先が器用な事とアクセサリー好きの為、アクセサリーを自作して販売すると言う副業も行っている。

## スフィアリーガーとしての庄子知美
2006年12月から芸能人女子フットサルチーム「ASAI RED ROSE」に所属。背番号は「11」。それ迄は「chakuchaku J.b」に所属していた。
chakuchaku J.b時代の背番号は「10」。スフィアリーグ選抜でも背番号「10」である。
庄子のASAI RED ROSEへの移籍は芸能人女子フットサル始まって以来の大型移籍と言えよう。かつてはchakuchaku J.bの中心選手でもあり、スフィアリーグ選抜の常連でもある。チームメイトで同じくスフィアリーグ選抜の常連山口百恵との強力コンビが形成され、間違い無く他チームには脅威な存在になるであろう。事実、2007年1月20日に東京都大田区体育館で行われた「芸能人女子フットサルサポーター感謝祭」の1dayトーナメントではスフィアリーグに参加しているチームの大半が参加して行われた中で見事にチーム初優勝を飾っている。チームは後日、前年のティファールカップ2006第3回全日本女子フットサル選手権大会の優勝チーム「FUNレディース」と対戦している。

## 出演

### テレビ
- コラソン（東海テレビ）
- 恋するフットサル（フジテレビ）
- あいのり（フジテレビ）
- 気ままにバカンス（トラベラーズTV)
- 渓谷ウォーキングと露天風呂（旅チャンネル）
- ヤングガンガン

### 舞台
- ピヴォ☆ガール

### CD
- クレープスパワー（CREEPS）
- メイクミラクル／ホワイトバンド

### ラジオ
- アジアン美少女ファイル（USEN）
- 5on5（USEN）
- 「劇団ひとりのジャングルカフェ」ゲスト（FM FUJI）
- 日経ラジオ
- 坂本ちゃんの熱血ウイングアカデミー（FM三重2007年4月～）
- 777アカデミー（ラジオ佐賀・秋田2007年4月～）

### スチル
- Gulliver
- キューピークォーター
- マクドナルド
- 三菱電機

### その他
- 関東大学サッカーイメージガール
- カフェクレープイメージガール
- エイベックスa-nation　アクセサリーデザイナー